# Chianti DOCG
Il Chianti è dal 1984 un vino a DOCG prodotto in Toscana.

## Zona di produzione
La zona vinicola del Chianti DOCG si estende in buona parte della Toscana centrale e comprende in tutto o in parte le province di: Firenze, Siena, Arezzo, Pisa,
Pistoia e Prato.
All'incirca circonda la zona dell'altro DOCG del vino Chianti, il Chianti Classico.. Al giorno d'oggi usare la denominazione Chianti a livello enologico e merceologico per entrambe le zone non è corretto.

## Vitigni con cui è consentito produrlo
- Sangiovese 70-100% (per la sottozona Chianti Colli Senesi, 75-100%)
- possono concorrere altri vitigni idonei alla coltivazione nell'ambito della regione Toscana (vitigni complementari sottoelencati).

Inoltre:
- i vitigni a bacca bianca non potranno, singolarmente o congiuntamente, superare il 10%;
- i vitigni Cabernet Franc e Cabernet Sauvignon non potranno, singolarmente o congiuntamente, superare il 15% (per la sottozona Chianti Colli Senesi il limite è del 10%).

### Vitigni complementari
- Vitigni a bacca rossa:

Abrusco, Aleatico, Alicante, Alicante Bouschet, Ancellotta, Barbera, Barsaglina, Bonamico, Bracciola nera, Cabernet Franc, Cabernet Sauvignon, Calabrese, Caloria, Canaiolo Nero, Canina nera, Carignano, Carmenere, Cesanese d'Affile, Ciliegiolo, Colombana nera, Colorino, Foglia Tonda, Gamay, Groppello di S. Stefano, Groppello Gentile, Lambrusco Maestri, Malbech, Malvasia nera, Malvasia Nera di Brindisi, Malvasia Nera di Lecce, Mammolo, Mazzese, Merlot, Montepulciano, Mondeuse, Petit Verdot, Pinot Nero, Pollera nera, Prugnolo Gentile, Pugnitello, Rebo, Refosco dal Peduncolo Rosso, Sagrantino, Sanforte, Schiava Gentile, Syrah, Tempranillo, Teroldego, Vermentino Nero
- Vitigni a bacca bianca:

Albana, Albarola, Ansonica, Biancone, Canaiolo Bianco, Chardonnay, Clairette, Durella, Fiano, Grechetto, Greco, Incrocio Bruni 54, Livornese Bianca, Malvasia Bianca di Candia, Malvasia Bianca Lunga, Malvasia Istriana, Manzoni Bianco, Marsanne, Moscato Bianco, Müller-Thurgau, Orpicchio, Petit Manseng, Pinot Bianco, Pinot Grigio,  Riesling Italico, Riesling renano, Roussane, Sauvignon, Sémillon, Traminer Aromatico, Trebbiano Toscano, Verdea, Verdello, Verdicchio Bianco, Vermentino, Vernaccia di S. Gimignano, Viogner

## Tecniche produttive
Sono idonei unicamente i vigneti di giacitura collinare ed orientamento adatti. I nuovi impianti ed i reimpianti dovranno avere una densità non inferiore ai 4100 ceppi/ettaro con eccezione della sottozona Chianti Rufina dove i nuovi impianti devono essere realizzati con almeno 4500 ceppi/ettaro.
I sesti di impianto e le forme di allevamento devono essere tali da non modificare le caratteristiche peculiari dell’uva e del vino. In particolare, è vietata ogni forma di allevamento su tetto orizzontale tipo tendone.
È vietata ogni pratica di forzatura, ma è consentita l'irrigazione di soccorso.
Nella vinificazione è ammessa la tradizionale pratica enologica del governo all'uso Toscano, che consiste in una lenta rifermentazione del vino appena svinato con uve dei vitigni autorizzati, leggermente appassite.
Tutte le operazioni di vinificazione, invecchiamento, imbottigliamento e affinamento ove previsto devono essere effettuate nell’ambito della zona di produzione ma sono ammesse deroghe su preventiva autorizzazione.
L’immissione al consumo del vino Chianti DOCG è consentita dal 1º marzo dell'anno successivo alla vendemmia.

## Caratteristiche organolettiche
- colore: rubino vivace, tendente al granato con l'invecchiamento;
- odore: intenso, talvolta con profumo di mammola che si affina nella fase di invecchiamento;
- sapore: secco, sapido, leggermente tannico, che si affina col tempo al morbido vellutato; il prodotto dell'annata che ha subìto il «governo» presenta vivezza e rotondità.

## Informazioni sulla zona geografica
Il Chianti nasce in una area geologicamente assai omogenea, situata a sud dell'Appennino settentrionale e fra le latitudini che ricomprendono Firenze e Siena.
Una fascia inizia a nord, dalla zona del Mugello verso Rufina e Pontassieve, prosegue lungo i monti del Chianti fino ad arrivare a ricomprendere il territorio del Comune di Cetona. L'altra si origina sul Montalbano e si allaccia alla Val di Pesa con direttrici verso San Gimignano e Montalcino. Il nucleo centrale è contornato da propaggini legate ai sistemi collinari dell'Aretino e del Senese, del Pistoiese, del Pisano e del Pratese. Queste fasce estreme e periferiche sono collegate fra loro da briglie trasversali.
In particolare, il territorio del Chianti, dal punto di vista geologico, per la sua vastità, può essere suddiviso in quattro sistemi, in ordine di età di formazione decrescente: dorsali preappenniniche mio-eoceniche, le colline plioceniche, la conca intermontana del Valdarno Superiore con i depositi pleistocenici, ed i depositi alluvionali.
Il clima dell'area si inserisce nel complesso climatico cosiddetto della collina interna della Toscana.
Il clima del comprensorio può essere definito da "umido" a "subumido", con deficienza idrica in estate. La piovosità media annua è di 867 mm con un minimo di 817 mm ed un massimo di 932 mm. La piovosità massima si registra, di regola, nel mese di novembre con 121 mm e la minima in luglio con 32 mm. Il mese di agosto è quello mediamente più caldo, con temperature medie di oltre 23 °C, mentre il mese più freddo è solitamente gennaio, con temperature medie intorno ai 5 °C.

## Disciplinare
Non essendo la produzione del territorio in grado di far fronte alla crescente domanda si cominciò a produrre vino con i sistemi e gli uvaggi utilizzati nel Chianti anche nei territori limitrofi, ottenendo prodotti che, in un primo tempo, venivano chiamati all'"uso Chianti" e che in seguito vennero addirittura venduti come Chianti tout court.
Il famoso vino prodotto nel territorio del Chianti veniva quindi "imitato" in altre parti della Toscana rendendo necessaria la creazione di un organismo che lo tutelasse dai frodi. A tale scopo il 22 febbraio 1927 un gruppo di 30 produttori dà vita al Consorzio per la difesa del vino Chianti e della sua marca di origine.

### Sottozone
Il disciplinare prevede le seguenti sottozone di denominazione:
- Colli Aretini
- Colli Fiorentini
- Colli Senesi
- Colline Pisane
- Montalbano
- Montespertoli
- Rùfina

e due tipologie, Chianti e Chianti Superiore.
Nella designazione del vino Chianti possono essere utilizzate le menzioni vigna e riserva.
| Disciplinari Chianti comparati nei loro dati principali (Fonte: Mipaaf - Disciplinari di produzione) | Disciplinari Chianti comparati nei loro dati principali (Fonte: Mipaaf - Disciplinari di produzione) | Disciplinari Chianti comparati nei loro dati principali (Fonte: Mipaaf - Disciplinari di produzione) | Disciplinari Chianti comparati nei loro dati principali (Fonte: Mipaaf - Disciplinari di produzione) | Disciplinari Chianti comparati nei loro dati principali (Fonte: Mipaaf - Disciplinari di produzione) | Disciplinari Chianti comparati nei loro dati principali (Fonte: Mipaaf - Disciplinari di produzione) | Disciplinari Chianti comparati nei loro dati principali (Fonte: Mipaaf - Disciplinari di produzione) | Disciplinari Chianti comparati nei loro dati principali (Fonte: Mipaaf - Disciplinari di produzione) | Disciplinari Chianti comparati nei loro dati principali (Fonte: Mipaaf - Disciplinari di produzione) | Disciplinari Chianti comparati nei loro dati principali (Fonte: Mipaaf - Disciplinari di produzione) |
| | Chianti                                                                                              | Colli Aretini                                                                                        | Colli Fiorentini                                                                                     | Colli Senesi                                                                                         | Colline Pisane                                                                                       | Montalbano                                                                                           | Montespertoli                                                                                        | Rùfina                                                                                               | Superiore                                                                                            |
| --- | --- | --- | --- | --- | --- | --- | --- | --- | --- |
| Max. prod. uva (t/ha)                                                                                | 11,0                                                                                                 | 9,5                                                                                                  | 9,0                                                                                                  | 9,0                                                                                                  | 9,5                                                                                                  | 9,5                                                                                                  | 9,5                                                                                                  | 9,5                                                                                                  | 9,5                                                                                                  |
| Max. prod. uva (kg/ceppo)                                                                            | 3,0                                                                                                  | 3,0                                                                                                  | 3,0                                                                                                  | 3,0                                                                                                  | 3,0                                                                                                  | 3,0                                                                                                  | 3,0                                                                                                  | 3,0                                                                                                  | 3,0                                                                                                  |
| Numero minimo ceppi/ha                                                                               | 4100                                                                                                 | 4100                                                                                                 | 4100                                                                                                 | 4100                                                                                                 | 4100                                                                                                 | 4100                                                                                                 | 4100                                                                                                 | 4500                                                                                                 | 4100                                                                                                 |
| Età minima del vigneto (anni)                                                                        | 3 | 3 | 3 | 3 | 3 | 3 | 3 | 3 | 3 |
| Resa uva/vino (%)                                                                                    | 70                                                                                                   | 70                                                                                                   | 70                                                                                                   | 70                                                                                                   | 70                                                                                                   | 70                                                                                                   | 70                                                                                                   | 70                                                                                                   | 70                                                                                                   |
| Titolo alcolometrico naturale minimo delle uve (%)                                                   | 10,5                                                                                                 | 11,0                                                                                                 | 11,0                                                                                                 | 11,5                                                                                                 | 11,0                                                                                                 | 11,0                                                                                                 | 11,0                                                                                                 | 11,50                                                                                                | 11,5                                                                                                 |
| Estratto non riduttore minimo (g/l)                                                                  | 20                                                                                                   | 21                                                                                                   | 21                                                                                                   | 21                                                                                                   | 21                                                                                                   | 21                                                                                                   | 21                                                                                                   | 21                                                                                                   | 22                                                                                                   |
| Titolo alcolometrico totale minimo del vino al consumo (%)                                           | 11,5                                                                                                 | 11,5                                                                                                 | 12,0                                                                                                 | 12,0                                                                                                 | 11,5                                                                                                 | 11,5                                                                                                 | 12,0                                                                                                 | 12,0                                                                                                 | 12,0                                                                                                 |
| Acidità totale minima (g/l)                                                                          | 4,5                                                                                                  | 4,5                                                                                                  | 4,5                                                                                                  | 4,5                                                                                                  | 4,5                                                                                                  | 4,5                                                                                                  | 4,5                                                                                                  | 4,5                                                                                                  | 4,5                                                                                                  |
| Invecchiamento minimo vino (mesi dal 1º gennaio)                                                     | 3 | 3 | 9 | 3 | 3 | 3 | 6 | 9 | 9 |

Precedentemente all'attuale disciplinare questa DOCG era stata:
- Approvata DOC con DPR 09.08.1967 (G.U. 217 - 30.08.1967)
- Approvata DOCG con DPR 02.07.1984 (G.U. 290 - 20.10.1984)
- Modificata con DM 08.01.1996 (G.U. 25 - 31.01.1996)
- Modificata con DM 05.08.1996 (G.U. 219 - 18.09.1996)
- Modificata con DM 29.10.1996 (G.U. 269 - 16.11.1996)
- Modificata con DM 08.09.1997 (G.U. 231 - 03.10.1997)
- Modificata con DM 22.11.1997 (G.U. 284 - 05.12.1997)
- Modificata con DM 15.03.1999 (G.U. 65 - 19.03.1999)
- Modificata con DM 10.03.2003 (G.U. 73 - 28.03.2003)
- Modificata con DM 26.04.2004 (G.U. 103 - 04.05.2004)
- Modificata con DM 19.06.2009 (G.U. 152 - 03.07.2009)
- Modificata con DM 19.01.2010 (G.U. 29 - 05.02.2010)
- Modificata con DM 30.11.2011 (Pubblicato sul sito ufficiale del Mipaaf Sezione Qualità e Sicurezza - Vini DOP e IGP)
- Modificata con DM 13.12.2013 (G.U. 2 03.01.2014) (Pubblicato sul sito ufficiale del Mipaaf Sezione Qualità e Sicurezza - Vini DOP e IGP)
- Modificata con DM 05.11.2014 (Pubblicato sul sito ufficiale del Mipaaf Sezione Qualità e Sicurezza - Vini DOP e IGP)
- Modificata con DM 19.07.2017 (Pubblicato sul sito ufficiale del Mipaaf Sezione Qualità e Sicurezza - Vini DOP e IGP)
- Modificata con DM 25.07.2019 (Pubblicato sul sito ufficiale del Mipaaf Sezione Qualità e Sicurezza - Vini DOP e IGP)

## Bottiglie
Recipienti

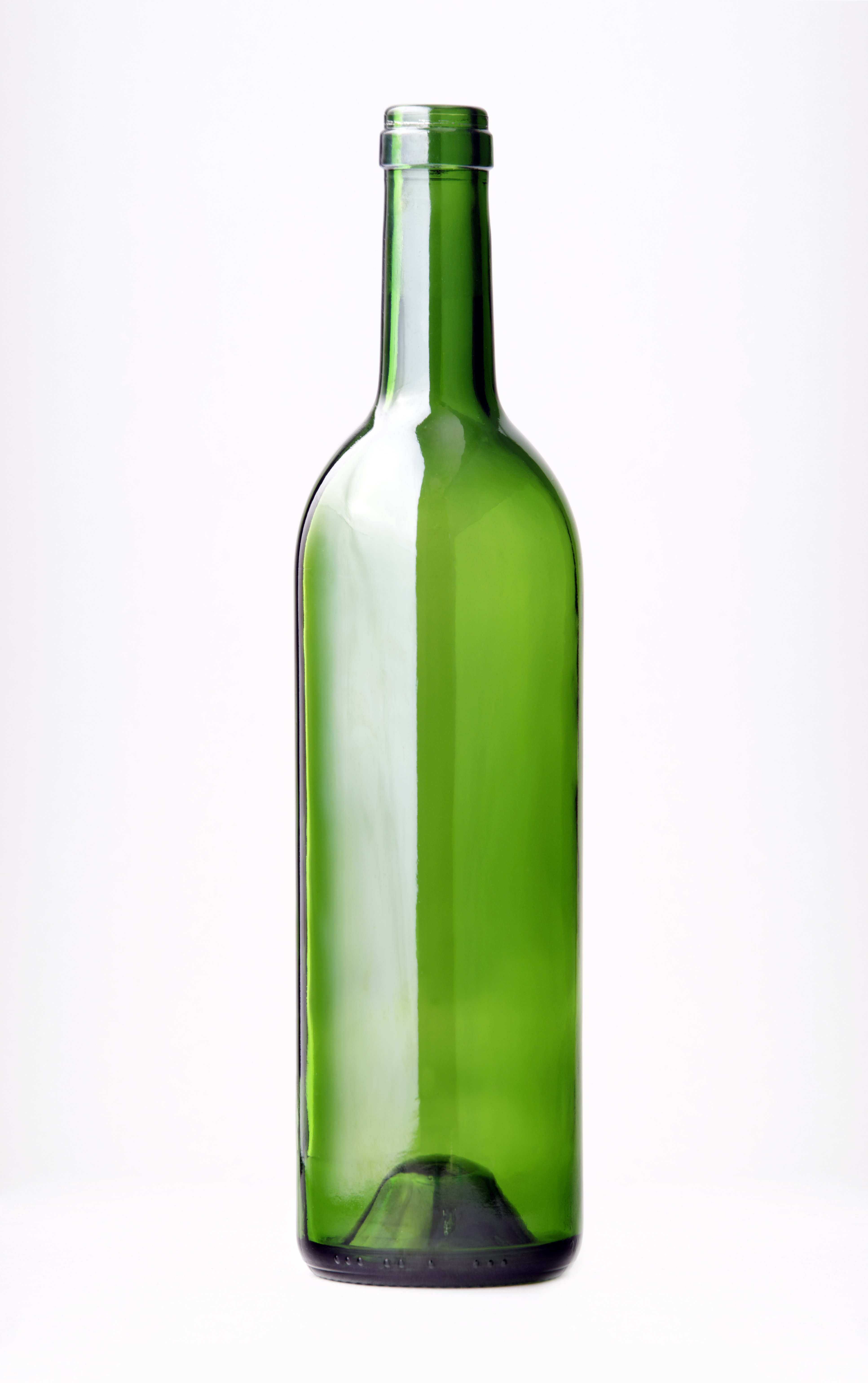
bottiglia bordolese

Le bottiglie o altri recipienti contenenti i vini “Chianti” all’atto dell’immissione al consumo devono essere consoni ai tradizionali caratteri di un vino di pregio anche per quanto riguarda la forma dell’abbigliamento.
Qualora i vini “Chianti” siano confezionati in fiaschi, è vietata l’utilizzazione di un fiasco diverso di quello tradizionale all’uso toscano.
Sistema di chiusura
Per il confezionamento dei vini Chianti sono consentiti i sistemi di chiusura previsti dalla normativa vigente.
Per le tipologie qualificate con la menzione “riserva” deve essere utilizzato solo il tappo raso bocca.

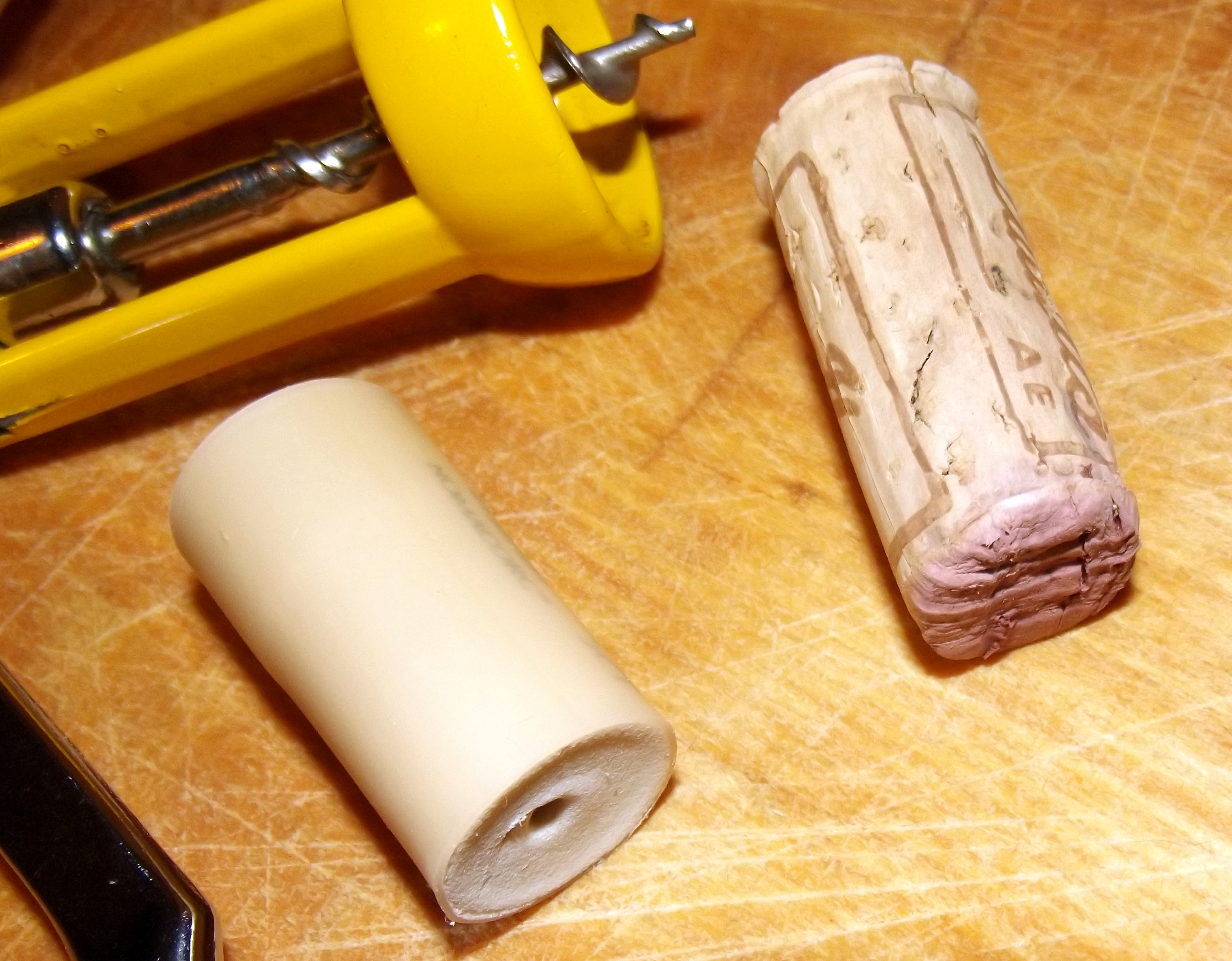
tappo in sughero e tappo sintetico

È in ogni caso vietato confezionare i recipienti con tappi a corona o con capsule a strappo.

## Produzione
| Superfici di riferimento e produzione di Chianti nelle sottozone nel 2020 | Superfici di riferimento e produzione di Chianti nelle sottozone nel 2020 | Superfici di riferimento e produzione di Chianti nelle sottozone nel 2020 | Superfici di riferimento e produzione di Chianti nelle sottozone nel 2020 | Superfici di riferimento e produzione di Chianti nelle sottozone nel 2020 | Superfici di riferimento e produzione di Chianti nelle sottozone nel 2020 | Superfici di riferimento e produzione di Chianti nelle sottozone nel 2020 | Superfici di riferimento e produzione di Chianti nelle sottozone nel 2020 | Superfici di riferimento e produzione di Chianti nelle sottozone nel 2020 | Superfici di riferimento e produzione di Chianti nelle sottozone nel 2020 |
| ------------------------------------------------------------------------- | ------------------------------------------------------------------------- | ------------------------------------------------------------------------- | ------------------------------------------------------------------------- | ------------------------------------------------------------------------- | ------------------------------------------------------------------------- | ------------------------------------------------------------------------- | ------------------------------------------------------------------------- | ------------------------------------------------------------------------- | ------------------------------------------------------------------------- |
| superficie di raccolta                                                    | Chianti                                                                   | Colli Aretini                                                             | Colli Fiorentini                                                          | Colli Senesi                                                              | Colline Pisane                                                            | Montalbano                                                                | Montespertoli                                                             | Rùfina                                                                    | Superiore                                                                 |
| Sup. di rif. (ha)                                                         | 10.470                                                                    | 50                                                                        | 30                                                                        | 1.048                                                                     | 3                                                                         | 113                                                                       | 69                                                                        | 532                                                                       | 1.378                                                                     |
| Prod. vino (hl)                                                           | 526.517                                                                   | 1.718                                                                     | 12.504                                                                    | 34.408                                                                    | 118                                                                       | 5.558                                                                     | 2.200                                                                     | 20.477                                                                    | 58.331                                                                    |
| Percentuale sul totale (vino) 660.345                                     | 80,00                                                                     | 0,26                                                                      | 1,89                                                                      | 5,21                                                                      | 0,017                                                                     | 0,84                                                                      | 0,33                                                                      | 3,10                                                                      | 8.83                                                                      |

## Chianti riserva
Il vino Chianti, se sottoposto ad un invecchiamento di almeno due anni, può aver diritto alla qualifica Riserva purché, all'atto dell'immissione al consumo, abbia un titolo alcolometrico volumico totale minimo del 12,5 %.
Il periodo di invecchiamento viene calcolato a decorrere dal 1º gennaio successivo all'annata di raccolta delle uve.

## Il Consorzio

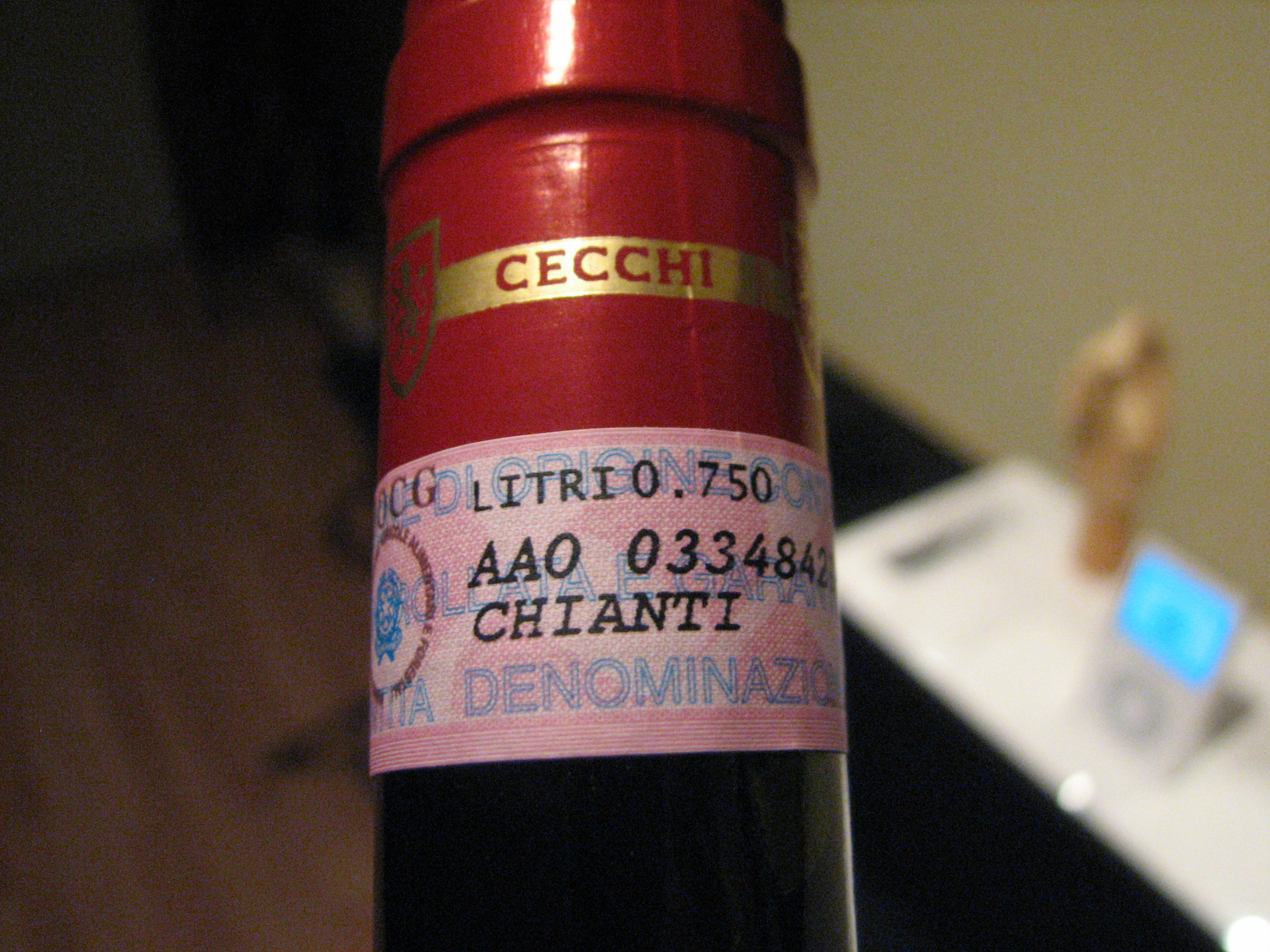
Etichetta DOCG Chianti

Sin dal 1927 esiste il Consorzio Vino Chianti che oggi riunisce oltre 3000 produttori che interessano più di 15000 ettari di vigneto per oltre 80 milioni di litri di vino Chianti prodotto ogni anno. Il Consorzio è incaricato sin dal 1978 da parte del Ministero delle politiche agricole alimentari e forestali della vigilanza per la DOCG Chianti e per le altre denominazioni di competenza, ovverosia le DOC Vin Santo del Chianti, Colli dell'Etruria Centrale e Bianco dell'Empolese dal 2019.
Il Consorzio è incaricato per le medesime denominazioni della vigilanza nella fase di commercializzazione e rilascia i contrassegni Chianti solo ai vini che hanno superato l'esame di idoneità. Ogni anno vengono inoltre prelevate dal Consorzio numerose bottiglie fregiantesi del nome Chianti dal mercato, sia italiano che estero, in modo da controllare che quanto effettivamente immesso al consumo possegga i requisiti previsti dal disciplinare di produzione.